# Oliver Schröder
Oliver Schröder (ur. 11 czerwca 1980 w Berlinie) – niemiecki piłkarz występujący na pozycji obrońcy lub pomocnika. Obecnie jest zawodnikiem Fortuny Kolonia.

## Kariera
Oliver Schröder jako junior grał w klubach SC Tegel, Reinickendorfer Füchse i Spandauer BC. W 1998 roku przeszedł do młodzieżowej drużyny Herthy Berlin. Nie zdołał jednak zadebiutować w pierwszej drużynie tego zespołu. W 2002 roku odszedł do 1. FC Köln, grającego w 2. Bundeslidze. W barwach tego klubu pierwszy występ zanotował 18 listopada 2002 roku w wygranym przez jego zespół 3-2 ligowym pojedynku z FC St. Pauli. Łącznie w tamtym sezonie rozegrał szesnaście spotkań. Na koniec rozgrywek ligowych uplasował się z klubem na drugiej pozycji i awansował z nim do ekstraklasy. W Bundeslidze zadebiutował 3 sierpnia 2003 roku w przegranym przez jego zespół 0-1 spotkaniu z Borussią Mönchengladbach. Natomiast 13 marca 2004 roku strzelił pierwszego gola w ligowej karierze. Było to w meczu przeciwko Werderowi Brema, zakończonym wynikiem 2-3 na niekorzyść jego drużyny. Na koniec sezonu 2003/2004 jego klub zajął ostatnie, osiemnaste miejsce w lidze i powrócił na zaplecze ekstraklasy. Łącznie dla 1. FC Köln Schröder rozegrał 44 spotkania i zdobył jedną bramkę.
Latem 2004 podpisał kontrakt z Herthą Berlin, w której grał już jako junior. Pierwszy występ w lidze zaliczył tam 7 sierpnia 2004 w zremisowanym 2-2 meczu z VfL Bochum. W 2005 roku uplasował się z Herthą na czwartej pozycji w lidze. W sezonie 2005/2006 dotarł z klubem do 1/16 finału Pucharu UEFA, gdzie uległ z nim w dwumeczu z Rapidowi Bukareszt. W sumie w Hercie spędził dwa lata. W tym czasie zagrał tam 31 razy i strzelił jednego gola.
W 2006 roku przeniósł się do innego pierwszoligowca – VfL Bochum. W barwach tego klubu zadebiutował 12 sierpnia 2006 roku w przegranym przez jego drużynę 1-2 ligowym meczu z 1. FSV Mainz 05, a jedynego gola dla klubu z Bochum zdobył w meczu z VfB Stuttgart 12 maja 2007 roku.
Latem 2009 roku przeniósł się do Hansy Rostock, grającej w 2. Bundeslidze. W trykocie tej drużyny zadebiutował 31 lipca 2009 w przegranym meczu Pucharu Niemiec przeciwko VfL Osnabrück. W Hansie grał tylko przez jeden sezon, rozgrywając w tym czasie 25 meczów ligowych i zdobywając jedną bramkę (18 stycznia 2010 w meczu z Arminią Bielefeld Schröder trafił do siatki w doliczonym czasie gry ustalając wynik spotkania na 1-1).
Od lipca 2010 występował w Erzgebirge Aue, gdzie zadebiutował 14 sierpnia 2010 roku w meczu pucharowym przeciwko Borussii Mönchengladbach. Pierwsze trafienie dla drużyny z Aue zanotował 5 grudnia 2010 w meczu 2. Bundesligi przeciwko FC Ingolstadt 04. Po spadku drużyny do 3. Ligi Schröder przeszedł do Fortuny Kolonia.
| Sezon     | Klub           | Kraj   | Rozgrywki     | Mecze | Bramki |
| --------- | -------------- | ------ | ------------- | ----- | ------ |
| 2002/2003 | 1. FC Köln     | Niemcy | 2. Bundesliga | 17    | 0      |
| 2003/2004 | 1. FC Köln     | Niemcy | 1. Bundesliga | 28    | 1      |
| 2004/2005 | Hertha BSC     | Niemcy | 1. Bundesliga | 13    | 0      |
| 2005/2006 | Hertha BSC     | Niemcy | 1. Bundesliga | 18    | 1      |
| 2006/2007 | VfL Bochum     | Niemcy | 1. Bundesliga | 28    | 1      |
| 2007/2008 | VfL Bochum     | Niemcy | 1. Bundesliga | 15    | 0      |
| 2008/2009 | VfL Bochum     | Niemcy | 1. Bundesliga | 13    | 0      |
| 2009/2010 | Hansa Rostock  | Niemcy | 2. Bundesliga | 25    | 1      |
| 2010/2011 | Erzgebirge Aue | Niemcy | 2. Bundesliga | 18    | 1      |
| 2011/2012 | Erzgebirge Aue | Niemcy | 2. Bundesliga | 27    | 0      |
| 2012/2013 | Erzgebirge Aue | Niemcy | 2. Bundesliga | 26    | 2      |
| 2013/2014 | Erzgebirge Aue | Niemcy | 2. Bundesliga | 24    | 0      |
| 2014/2015 | Erzgebirge Aue | Niemcy | 2. Bundesliga | 18    | 0      |
| 2015/2016 | Fortuna Köln   | Niemcy | 3. Liga       | 23    | 0      |
| 2016/2017 | Fortuna Köln   | Niemcy | 3. Liga       | 11    | 0      |

Stan na: 6 marca 2017.